# Rachid Bouaouzan
Rachid Bouaouzan (Rotterdam, 20 febbraio 1984) è un ex calciatore olandese con passaporto marocchino, di ruolo centrocampista.

## Carriera

### Club

#### Lo Sparta Rotterdam e il caso Kokmeijer
Bouaouzan nasce Rotterdam debutta nel calcio professionistico con lo Sparta Rotterdam nella stagione 2003-04.
Nella sua seconda stagione con lo Sparta in Eerste Divisie nella partita contro il Go Ahead Eagles il 17 dicembre 2004 provoca con un intervento falloso la frattura scomposta di tibia e perone a Niels Kokmeijer. A distanza di quattro anni, la Corte Suprema olandese ha ritenuto il fallo volontario, condannando Bouaouzan a scontare sei mesi di carcere.
Bouaouzan viene subito sospeso dallo Sparta fino al termine della stagione, addirittura di più rispetto alle 10 giornate che gli erano state date dalla KNVB. A fine stagione lo Sparta si qualifica per i play-off e Bouaouzan ritorna in campo, segnando il gol vittoria nella finale contro l'Helmond Sport.

#### Wigan Athletic
Nel mese di agosto 2007 firma un contratto triennale con il Wigan Athletic. Fa il suo debutto con la sua nuova squadra in una partita di Coppa di lega contro il Notts County il 26 agosto 2008.

#### Prestiti
Dopo una stagione 2007-08 nella quale aveva giocato poco, nella stagione 2008-09 viene ceduto in prestito al NEC Nijmegen A Nijmegen è una delle prime scelte per l'allenatore e può giocare anche in Coppa UEFA. Tuttavia durante la stagione finisce nella squadra riserve per ben tre volte a causa di problemi disciplinari. Nell'aprile 2009 dopo l'ennesimo problema disciplinare viene rimandato al Wigan. Nella stagione successiva al Wigan non gioca mai così il 1º aprile 2010 viene ceduto in prestito al club svedese Helsingborgs IF.

#### Helsingborgs IF
Arrivato all'Helsingborgs IF nel 2010 inizialmente in prestito, durante il corso della stagione viene acquistato a titolo definitivo. Rimane con il club rossoblu fino al 3 ottobre 2013 quando, a causa di una lite con Erik Edman, viene licenziato in anticipo di tre mesi rispetto al termine del contratto.
Da quel momento non trova più un ingaggio.

### Nazionale
Dopo aver giocato con la Nazionale olandese Under-21 nel 2006 ha svolto la preparazione con la Nazionale marocchina.

## Palmarès

### Club

#### Competizioni nazionali
- Coppa di Svezia: 2

Helsingborg: 2010, 2011
- Campionato svedese: 1

Helsingborg: 2011
- Supercoppa di Svezia: 2

Helsingborg: 2011, 2012